# Resolución 2043 del Consejo de Seguridad de las Naciones Unidas
La Resolución 2043 del Consejo de Seguridad de las Naciones Unidas fue aprobada por unanimidad el 21 de abril de 2012.
La resolución resultó en el establecimiento de la Misión de Supervisión de las Naciones Unidas en Siria para observar la implementación del plan de paz para Siria de Kofi Annan en la guerra civil. La misión de supervisión fue congelada a comienzo de junio de 2012 después de la situación crecientemente violenta e inestable en Siria.